# Јевгениј Дадонов
Јевгениј Анатољевич Дадонов (рус. Евгений Анатольевич Дадонов; 12. март 1989, Чељабинск, Совјетски Савез) професионални је руски хокејаш на леду који игра на позицији десног крила.
Тренутно игра за екипу ХК СКА из Санкт Петербурга која се такмичи у Континенталној хокејашкој лиги (КХЛ) (од сезоне 2014/15).
Са сениорском репрезентацијом Русије освојио је титулу светског првака на Светском првенству 2014. у Минску.

## Каријера
Дадонов је поникао у редовима чељабинског Трактора, екипе у којој је и започео играчку каријеру у првенству Русије у сезони 2006/07. Након сезоне у којој је одиграо 24 утакмице за Трактор (по 1 гол и асистенција). у лето 2007. учествује на улазном драфту НХЛ лиге где га је у трећој рунди као 71. пика одабрала екипа Флорида Пантерса. Пре одласка у Сједињене Државе Дадонов је одиграо још две сезоне у редовима екипе из Чељабинска.
У сезони 2009/10. одлази у Америку и игра за екипу Рочестер Америкенса, филијалу тима са Флориде. На тлу Сједињених Држава провео је наредне три сезоне, и наизменично је играо, како за екипу Пантерса у НХЛ лиги, тако и за клубове у Америчкој лиги (Сан Антонио Ремпејџ). Први погодак у НХЛ лиги постигао је 15. децембра 2010. на утакмици против Каролина Харикенса. Током јануара 2011. учествовао је на егзибиционом такмичењу НХЛ лиге „Супер скилс“, као један од 12 дебитаната из те сезоне.
Током последње године његовог уговора са Пантерсима, у сезони 2011/12. трејдован је у екипу Каролина Харикенса (18. јануар 2012), одакле је аутоматски пролеђен у филијалу Харикенса Шарлот Чекерсе за које је одиграо остатак сезоне.
Како није успео да се снађе у Америци и да оствари запаженији учинак у НХЛ лиги, Дадонов се лето 2012. враћа у Европу где потписује трогодишњи уговор са новајлијом у КХЛ лиги, екипом украјинског Донбаса из Доњецка.
Након две сезоне у Донбасу, током којих је успео да се избори за место стандардног првотимца, због политичке нестабилности у Украјини и чињенице да екипа Донбаса неће учествовати на такмичењима током сезоне 2014/15. напушта Украјину и потписује уговор са екипом ХК СКА из Санкт Петербурга.

### Репрезентативна каријера
За репрезентацију Русије на великој сцени дебитовао је на светском првенству за играче до 18 година 2007. на којем је селекција Русије освојила златну медаљу. Дадонов је на том турниру одиграо 7 утакмица, уз по 2 асистенције и гола. Наредне две године био је део репрезентације до 20 година, и на два такмичења светског првенства у тој категорији (2008. и 2009) освојио је две бронзане медаље.
Дебитантски наступ за сениорску репрезентацију Русије имао је на турниру Еурохокеј серије 2008/09. годину, а највећи успех са репрезентацијом остварио је на Светском првенству 2014. у Белорусији, када је селекција Русије освојила златну медаљу. На том првенству у Минску Дадонов је играо на свих 10 сусрета, а остварио је и две успешне асистенције.